# ماتئو گریتی
ماتئو گریتی (انگلیسی: Matteo Gritti؛ زادهٔ ۱۱ ژوئن ۱۹۸۰) بازیکن فوتبال اهل ایتالیا است.
از باشگاه‌هایی که در آن بازی کرده‌است می‌توان به باشگاه فوتبال پترولول پلویشت، باشگاه فوتبال لوگانو، باشگاه فوتبال آتالانتا، باشگاه فوتبال کیاسو، و باشگاه ورزشی یانگ بویز برن اشاره کرد.